# The Power Station (album)
| Recensione  | Giudizio |
| ----------- | -------- |
| AllMusic    |          |
| MusicBrainz |          |

The Power Station è l'album di debutto del supergruppo anglo-statunitense The Power Station, pubblicato nel 1985 da Capitol Records in formato LP, CD, MC e Stereo8.

## Il disco
In Harvest for the World Robert Palmer canta in duetto con Andy Taylor.

## Tracce
1. Some Like It Hot – 5:07 (Robert Palmer, John Taylor, Andy Taylor)
2. Murderess – 4:19 (Robert Palmer, John Taylor, Andy Taylor)
3. Lonely Tonight – 3:58 (Robert Palmer, Bernard Edwards)
4. Communication – 3:38 (Derek Bramble, Robert Palmer, John Taylor, Andy Taylor)
5. Get It On (Bang a Gong) – 5:31 (Marc Bolan)
6. Go to Zero – 5:00 (Robert Palmer, Guy Pratt)
7. Harvest for the World – 3:39 (Ernie Isley, Marvin Isley, O'Kelly Isley, Ronald Isley, Rudolph Isley, Chris Jasper)
8. Still in Your Heart – 3:09 (Robert Palmer, John Taylor, Andy Taylor)

## Formazione
- Robert Palmer - voce
- John Taylor - basso
- Tony Thompson - batteria
- Andy Taylor - chitarra
- Bernard Edwards - produzione
- Jason Corsaro - missaggio

## Classifiche
| Classifica    | Anno |
| ------------- | ---- |
| Billboard 200 | 6    |